# Вдовицата в бяло
„Вдовицата в бяло“ (на испански: La viuda de Blanco) е колумбийска теленовела добила популярност в цял свят, главните роли са поверени на Мария Елена Дьоринг и Освалдо Риос.

## История
Алисия Гуардиола е изкарала няколко години за това, че са я обвинили в убийството на своя съпруг Амадор. Това не е истина и Алисия е невинна, но тя не е успяла да докаже това. Но времето минава и тя излиза от затвора. Отива в малкото градче, където живеят нейните деца – момчета близнаци. Те живеят с баба си, майката на Амадор – доня Перфекта Албарасин, властна и влиятелна жена. Алисия отива в дома на доня Перфекта и настоява да се срещне с децата си, но тя не ѝ дава близнаците и ѝ заповядва дори да не приближава дома ѝ.
Доня Перфекта има още един син – Диего, а също така и дъщеря – Айде, които е успяла да настрои срещу Алисия, без дори да я познават. Те са убедени, че тя е убила брат им. Алисия е отчаяна, няма къде да отиде. Тя броди по улиците и се среща с един странен човек, който ѝ помага като я приема в дома си. Този възрастен мъж се казва Хустино Бриньон и всички в града се страхуват от него. Всички го наричат „вампир“ и за това той не излиза денем от дома си. Алисия остава да живее в дома му. Постепенно научава, че той има много тайни, за които никой не подозира. Никой не знае, например, че навремето Хустино е обичал доня Перфекта, но тя се е омъжила за друг.
Става ясно, че децата на Алисия имат силни телепатични способности. Въпреки че те не знаят, че Алисия е тяхната майка, те я чувстват много близка. Но истината излиза наяве и като разбират, че Алисия е тяхната майка, много се радват. След това Алисия се запознава и със Себастиан. Те двамата се влюбват един в друг. Отначало Диего не вярва на Алисия, когато тя му казва, че не е убила Амадор. Но впоследствие се разбира, че Амадор все пак не е умрял.
В Диего от дълги години е влюбена Илуминада – млада и егоистична девойка, дъщеря на адвокат Лаурентино Орбина, който се занимава с делата на доня Перфекта във фабриката. Преди всичко нея я привлича богатството на Диего и тя е решена да се ожени за него.
Айде скрива от майка си своето увлечение по музиката – тя мечтае да стане певица, но доня Перфекта ѝ забранява. Без да обръща внимание на тази забрана, Айде започва певческа кариера – тя пее в една дискотека с маска на лицето и под псевдонима „Пантера“. В това нейно начинание ѝ помагат музиканти – нейните приятели. Всички в градчето се възхищават от таланта ѝ, но никой не знае, че „Пантера“-та всъщност е Айде.
Айде е влюбена в доктор Димас Пантоха, семеен приятел, но той не ѝ обръща никакво внимание. Той се отнася пренебрежително с нея, защото не му липсва внимание от страна на жените. Айде решава да си отмъсти – под маската на „Пантера“-та тя кара Димас да се влюби в нея, а на срещите си с него само го унижава, без да разкрива самоличността си. Веднъж Перфекта открива в гардероба на дъщеря си костюма и маската с които излиза на сцената. Отива в този клуб, противно на своите убеждения. В певицата разпознава своята дъщеря. След като разбира, че е разкрита, Айде сваля своята маска и я хвърля в краката на майка си. Айде става много известна. Участва в конкурс по телевизията и става знаменитост като побеждава в конкурса. Доня Перфекта не може да се примири с кариерата на дъщеря си и те се скарват.
Димас много страда от факта, че „Пантера“ е всъщност Айде. Осъзнава, че всъщност е влюбен в Айде. Амадор се завръща и си поставя за цел да спечели Алисия отново, но тя вече е влюбена в Себастиан. Алисия винаги се облича в бяло облекло, което е много скъпо и ѝ е подарено от дон Хустино. Също така харесва бели цветя – кали. Хустино купува един хотел в градчето и прави голямо парти. Той започва да се показва пред хората. Подарява на Алисия много скъпи златни бижута. Става ясно, че дон Хустино не излиза през деня, защото има сериозно заболяване – не понася ярка слънчева светлина и за него това може да се окаже смъртоносно.
Алисия и Диего решават да се оженят, но сватбата им така и не се състои, защото се появява Амадор. Случва се и друго нещастие – Алисия е вкарана в затвора. Амадор иска да си върне Алисия и децата. Той лъже, че е бил похитен и е имал амнезия. В действтелност той е лежал в затвора.
Появява се племенник на Хустино – млад човек на име Фабио. Хустино го приема в дома си, без да подозира, че той е самозванец, който иска само да се добере до парите му. Фабио иска да стане единствения наследник на Хустино и за това решава да се отърве от него. Веднъж, когато дон Хустино получава криза, Фабио го зарязва на двора под палещото слънце. В това състояние, го намира навреме неговия приятел и служител Мегатео. Откарва го в болница. Чувствайки, че умира, Хустино завещава цялото си състояние на Алисия.
Амадор изгонва Диего, който иска да си поговорят и да започнат начисто. При Амадор пристига стар негов приятел, Мигел, който му напомня, че има дълг към него. Амадор го изхвърля. Мигел знае много за Амадор. Доня Перфекта се разкайва за всичко, което е извършила в живота си, разбира направените грешки. Тя много иска да се сдобри с Алисия и да поправи всичко.
Умиращият Хустино иска да види Алисия и децата, но Фабио е против. Амадор казва на Алисия, че иска да води делата на доня Перфекта, но Лаурантино е удивен и не му предава документите. Въпреки всичко, Амадор взема документите и разбира, че Лаурантино е провалил всичко. Амадор си признава на Диего/Себастиан, че има желание да го убие и за това е стрелял по него. Хустино, когото всички мислят, че ще умре, взема, че се оправя. Офелия, местната клюкарка, мисли, че той вече е умрял, казва на Фабио. Амадор заплашва Лаурентино със съд за злоупотреба с пълномощно. Лаурентино се оправдава, че е взел парите като отплата за услугите си, но Амадор и доня Перфекта го обвиняват в лъжа.
Фабио отива в болницата за тялото на чичо си, но там открива, че той е жив. В дома на Хустино празнуват. Фабио се ядосва на Офелия и племенницата ѝ Кларита, че са му дали невярна информация.
Амадор и Илуминада се съюзяват, за да разделят Алисия и Диего/Себастиан – създават план да настроят Алисия и Диего един срещу друг.
В градчето се появява млада певица, Валерия, която скоро след пристигането си решава да съблазни Диего, в когото се влюбва.
Децата изчезват от дома си, всички ги търсят в гората, а те вече са се прибрали. Те казват на Амадор за своите видения, които им се появяват много често. На него му става зле. Илюминада уговаря баща си да заминат. Амадор предлага на Алисия да заеме мястото на Лаурентино във фабриката. Тя се съгласява, което много допада на доня Перфекта.
Диего и Амадор продължават със своето съперничество, което е започнало още в детството им. Валерия се опитва да съблазни Диего. Амадор купува на Алисия вечерна рокля и я кани на вечеря. Илуминада иска да излезе на вечеря с Диего, но Айде е против. Лаурентино отново се пропива, защото не може да приеме, че Алисия работи вече във фабриката. Той се разболява от своето пиянство, към което вече е пристрастен. Хустино отива да посети Алисия във фабриката и там се среща с доня Перфекта. Благодари ѝ за това, че е изпратила за него рози, докато е бил в болницата.
На вечерята със съпруга си Алисия е с бижутата, подарени ѝ от Хустино. Всички са изненадани, защото те са много скъпи. Себастиан и Алисия си признават чувствата един към друг. Амадор и Диего се облагат на надбягване и вечерта е провалена. Алисия си тръгва. При надбягването побеждава Амадор, но всички го обвиняват в измама. Децата потвърждават това – видели са как Амадор е блъснал Диего и го е съборил на земята.
Алисия иска да напусне дома, заради домогванията на Амадор. Перфекта застава на нейна страна. Фабио казва на Амадор, че Хустино има нечисти помисли относно Алисия. А самият Фабио иска Хустино да го назначи на длъжността заместник-директор на хотела. Алисия и Перфекта се сприятеляват – Перфекта ѝ споделя, че на млади години е била влюбена в Хустино, но са я принудили да се ожени за друг.
Валерия среща Илуминада и Диего. Нахвърля се върху Илуминада. Вечерта Илуминада казва на Алисия за скандала – бил е, защото между нея и Диего има нежни чувства. Алисия ревнува. В това време Айде и Димас искат да се оженят, но отлагат датата.
Амадор настоява да заминат с децата на пътешествие, но те отказват, защото имат лошо предчувствие. Това не го отказва от идеята. Айде се готви да замине за столицата, за да участва в концерт, но децата отново имат видения, че Айде е в опасност. Перфекта тръгва след Айде, за да ѝ каже, че не е против кариерата ѝ на певица, а също така, че много я обича. Но Айде попада в авария и загива. Всички страдат. Хустино отива при Перфекта, за да ѝ изкаже съболезнованията. Вечерта Себастиан се прокрадва в градината, за да се срещне с Алисия, но когато Амадор разбира това, изпада в ярост. В това време Фабио се опитва да отрови Хустино, но отровата изпива Мегатео.
Перфекта моли Амадор да ѝ даде револвера, който е у него, за да не се случи нещо лошо. Димас критикува Фабио, че е много безразличен към Хустино. Но въпреки че е лекар, Димас не усеща колко е зле – навсякъде вижда Айде, много му е зле, защото много я обича. А Фабио започва да дава много странни лекарства на Хустино. Тъй като Амадор и Диего си признават открито, че не могат да се понасят, Диего/Себастиан решава да напусне, но се притеснява да остави децата и Алисия с Амадор. В същото време Хустино се разболява – има същите симптоми като Мегатео. Мегатео вижда Фабио да поднася сок на Хустино и разбира, че Фабио предния път е искал да навреди на Хустино, но Мегатео изпива сока. Амадор разрешава на децата да се срещат с Диего, а доктор Димас иска да разкаже истината за Фабио, която той знае отдавна.
Лаурентино флиртува с учителката Джудит, защото тя има много пари и той иска да се добере до тях като се ожени за нея.
Амадор, Алисия и децата посещават Диего. Постоянно повтаря колко са близки с Алисия. Диего изпада в отчаяние. Доктор Димас обвинява открито Фабио за покушение над живота на Хустино, но той отрича. Фабио обвинява Мегатео, че е искал да отрови Хустино. Най-накрая Лаурентино прави предложение на Джудит, а Илуминада е в шок от домогванията на баща си.
Появява се Педро Каньон – много добър екстрасенс. Амадор го убеждава да се занимае с децата му и да развие техните способности, но децата се страхуват от него.
Алисия завежда децата при Димас, за да ги прегледа, но той я възприема за Айде. Постепенно Димас започва да полудява и децата искат да му помогнат. По същото време Офелия и Кларита разкриват подмолните действия на Урбино – той цели само парите на Юдит. Амадор ненавижда способностите на децата и въобще не му харесва сеанса, който те провеждат. Намесват се и Алисия и Перфекта – те молят децата да не си правят експерименти с другите.
Хустино не разбира защо Фабио напуска дома му, отпраща Димас да си почива и остава сам. В това време Валерия заварва Амадор и Илюминада заедно, но Амадор я моли да не казва нищо на Алисия.
Сватбата на Урбино и Юдит съвпада с рождения ден на Илюминада, което на нея въобще не ѝ харесва. Фелипе, единият близнак, казва, че нещо лошо ще се случи с Диего много скоро... Илюминада и Диего напускат тържеството.
Хустино иска да помири Мегатео и Фабио, а също така иска да откаже Диего от идеята за брак с Илюминада.
Настъпва определения ден, а с очите на Илюминада нещо става. Тя е убедена, че децата са виновни и не греши. Валерия се опитва да убеди Диего да не се жени, а с баща си споделя, че Амадор е любовник с Илюминада.
Децата виждат във виденията си една стара жена, която вика Алисия. Тя осъзнава, че това трябва да е майка ѝ, която е много болна. Алисия и Перфекта отиват при нея. Тя признава, че неоснователно е обвинила Алисия. Алисия остава при майка си, за да се грижи за нея. Освен това, Алисия и Перфекта разбират за опитите на екстрасенса с децата – Амадор иска те да се излекуват от способностите си. Майката на Алисия преди да умре, моли Перфекта да се грижи за Алисия и децата и никога да не ги изоставя.
Вследствие на заниманията на децата с Педро Каньон, те изпадат в шок и Димас иска да им помогне. Всички обвиняват Амадор, лекарят е безумен. Амадор се напива от ужас, а екстрасенса изпращат в затвора. Валерия споделя с Алисия, че Диего ще се жени за Илюминада, която е любовница на Амадор. Алисия и Диего отново признават един на друг любовта си. Алисия решава да се разведе с Амадор и да замине от града. Разказва за намеренията си на Перфекта.
Хустино признава на Фабио, че неговата единствена наследница ще е Алисия, а Диего отива в столицата, за да търси доказателства за тъмното минало на Амадор. Урбино се отказва от идеята си за женитба с Юдит, а Амадор и Илюминада продължавт да се срещат тайно.
В столицата Диего се среща с жена на име Мирта Каталина, която е помогнала на Амадор да избяга от затвора. В това време Валерия прави концерт като се опитва да имитира Айде, а Илюминада разказва на Юдит, че Урбино е искал да се ожени за нея само заради парите. Юдит много тежко преживява това. Диего посещава и затвора, в който е лежал Амадор. Там се среща с човек на име Тарасон – приятел на Амадор, а Хустино разбира, че Фабио не му е племенник.
Единият от близнаците в съня си вижда, че Хустино умира. Перфекта и Фабио отиват в дома му и го намират в много тежко състояние. Откарват го в клиниката.
Диего гледа снимката от сватбата на Алисия и Амадор и забелязва, че свещеникът не е някой друг, а неговия приятел Тарасон. Стига до заключението, че брака на Алисия и Амадор е фиктивен.
Хустино споделя с Перфекта, че Фабио е измамник и тя повдига обвинение в полицията. Офелия и Кларита разбират също, че Фабио е измамник – присвоил си е техните пари.
Доктор Димас казва на Амадор, че Алисия е бременна. След това Амадор се среща с Диего и за малко да го убие. Алисия разбира, че чака дете и съобщава на Перфекта, че детето, което чака, е на Диего. Диего и Амадор отиват да се дуелират в гората. Амадор заявява на Диего, че Алисия чака дете и това дете е негово, на Амадор. Диего разказва за разследването си и Амадор не отрича своята вина. Постепенно всички научават, че Алисия е невинна и не е законна съпруга на Амадор. Амадор влиза в затвора, а Алисия и Диего се женят.

## В България
В България оригиналната версия на теленовела е излъчена около 1997-2000 г. по Нова телевизия и Евроком. Ролите се озвучават от Маргарита Пехливанова, Венета Зюмбюлева, Таня Димитрова, Милена Живкова, Петър Гюров, Васил Бинев, Иван Райков и Даниел Цочев.